# Saint-Aunix-Lengros
Saint-Aunix-Lengros település Franciaországban, Gers megyében. Lakosainak száma 148 fő (2022. január 1.). Saint-Aunix-Lengros Beaumarchés, Jû-Belloc, Ladevèze-Rivière, Ladevèze-Ville, Plaisance és Tieste-Uragnoux községekkel határos.

## Népesség
A település népessége az elmúlt években az alábbi módon változott:
| Lakosok száma | 130  | 145  | 146  | 143  | 147  | 143  | 142  | 143  | 143  | 148  |
|               | 1968 | 1982 | 1990 | 2006 | 2013 | 2015 | 2017 | 2019 | 2020 | 2022 |